# Templo de Gilbert
El Templo de Gilbert, Arizona, es uno de los templos construidos y operados por la Iglesia de Jesucristo de los Santos de los Últimos Días, el número 142 construido por la iglesia y el tercer templo construido en el estado de Arizona, ubicado en el pueblo de Gilbert, que es parte del Área metropolitana de Phoenix. El segundo templo de Arizona fue el templo de Snowflake, dedicado en 2002 por Gordon B. Hinckley. 
En abril de 2008, el presidente de la iglesia SUD, Thomas S. Monson anunció la construcción de dos templos en Arizona, uno a ser ubicado en Gilbert y el Templo del valle del Gila al este del estado, en Gila Valley. Luego en abril de 2008, Monson y la Primera Presidencia anunciaron los planes para la construcción de un quinto templo en el oeste del área Metropolitana de Phoenix. Los tres últimos templos de Arizona constituyen los primeros templos anunciados por Monson en su función de presidente de la iglesia SUD.
El templo está ubicado en la intersección de las avenidas Pecos y Greenfield, una zona de rápido crecimiento urbano al sureste de Phoenix. 

## Historia
El templo de Gilbert, Arizona, fue aprobado en vista del incremento en fieles SUD en la zona y dar así alivio a los requerimientos impuestos al Templo de Mesa. La iglesia anunció los planes de construir un templo en Arizona en el año 2008, poco después de que Thomas S Monson asumiese el puesto de presidente de la Iglesia SUD. Fue uno de los tres templos anunciados ese año en Arizona. 
Siguiendo la tradición originada en la construcción de los templos previos al de Gilbert, se construyó el edificio en el centro de una comunidad de fieles que vivía en la región.

## Construcción
El consejo legislativo de Gilbert aprobó unánimemente la construcción del nuevo templo. En vista de que los códigos de la ciudad no limitan la altura de pináculos, el templo no requería de permisos adicionales para extender su pináculo a 180 pies (54,9 m). La altura máxima permitida para construcciones en Gilbert es de 45 pies (13,7 m), por lo que la ciudad debió otorgar aprobación para la construcción planificada de 85 pies (25,9 m) de altura para del templo.
Seguido el anuncio público, la iglesia en Gilbert buscó un terreno adecuado, de unas 8 hectáreas. El terreno fue dedicado poco después y la ceremonia de la primera palada tuvo lugar el 13 de noviembre de 2010 presidida por Claudio R. M. Costa.
El edificio fue construido de concreto armado, con un diseño neoclásico de un solo pináculo y consta de tres salones para las ordenanzas SUD y siete salones para sellamientos matrimoniales. El templo tiene un total de 7.700 metros cuadrados de construcción. 

## Dedicación
El templo SUD de la ciudad de Gilbert fue dedicado para sus actividades eclesiásticas el 2 de marzo de 2014, por Henry B. Eyring. Con anterioridad a ello, la iglesia permitió un recorrido público de las instalaciones y del interior del templo al que asistieron más de 200.000 visitantes. 